# سیامک داداشی
سیامک داداشی (زادهٔ ‎۲۲ تیر ۱۳۵۳) بازیکن سابق و مربی فوتسال اهل ایران است.
از باشگاه‌هایی که در آن بازی کرده‌است می‌توان به باشگاه فوتسال استقلال، باشگاه فوتسال شهید منصوری قرچک و باشگاه فوتسال شن‌سا ساوه اشاره کرد.